# Dicheros sumbawanus
Dicheros sumbawanus är en skalbaggsart som beskrevs av Paul Norbert Schürhoff 1933. Dicheros sumbawanus ingår i släktet Dicheros och familjen Cetoniidae. Inga underarter finns listade i Catalogue of Life.